# Выползово (Кичменгско-Городецкий район)
Выползово — деревня в Кичменгско-Городецком районе Вологодской области.
Входит в состав Енангского сельского поселения, с точки зрения административно-территориального деления — в Нижнеенангский сельсовет.
Расстояние по автодороге до районного центра Кичменгского Городка — 68 км, до центра муниципального образования Нижнего Енангска — 16 км. Ближайшие населённые пункты — Прилуково, Бакланиха, Калинино.
По данным переписи в 2002 году постоянного населения не было.